# Посёлок Михайловского лесничества
Посёлок Михайловского лесничества — населённый пункт в Троицком административном округе Москвы (до 1 июля 2012 года в составе Подольского района Московской области). Входит в состав поселения Михайлово-Ярцевское.

## Население
| 2002 | 2009 | 2010 |
| ---- | ---- | ---- |
| 1    | ↗3   | ↘2   |

Согласно Всероссийской переписи, в 2002 году в деревне проживала одна женщина. По данным на 2005 год в посёлке проживало 5 человек.

## География
Посёлок Михайловского лесничества расположен примерно в 24 км к западу от центра города Подольска. Ближайшие населённые пункты — село Михайловское, деревня Новомихайловское и посёлок Шишкин Лес. Рядом протекает река Пахра. В километре к северо-востоку от посёлка проходит Московское малое кольцо.